# Sandrine Mauron
Sandrine Mauron (* 19. Dezember 1996 in Yverdon-les-Bains) ist eine Schweizer Fussballspielerin. Die Mittelfeldspielerin spielt beim Servette FC Chênois Féminin.

## Werdegang

### Vereine
In der Jugend spielte Sandrine Mauron Fussball beim FC Grandson-Tuileries und später beim FC Yverdon Féminin.
Ab der Saison 2014/2015 spielte sie für den FC Zürich Frauen und erreichte in dieser Zeit je 4 Schweizer Meisterschaften und Cupsiege. Zur Saison 2019/2020 wechselte sie in die deutsche Bundesliga zum 1. FFC Frankfurt. Im Juli 2020 wurde der 1. FFC Frankfurt als Frauenfussballabteilung in den Verein Eintracht Frankfurt integriert. Nach Vertragsende verliess sie die Eintracht wieder und schloss sich auf die Saison 2022/23 hin dem Schweizer Vize-Meister Servette FC Chênois Féminin an. Im Sommer 2025 wechselte sie in die USL Super League zum Tampa Bay Sun FC.

### Nationalmannschaften
Mauron gehörte der U-19-Nati an, mit der sie einige Matches im Rahmen der EM-Qualifikation bestritt, unter anderem im April 2015 gegen England als Captain. Davor gehörte sie dem U-17-Kader an.
Bereits 2015 konnte Mauron erste Trainings mit der Nationalmannschaft bestreiten, fiel dann aber verletzungsbedingt einige Zeit aus. Seit Ende Januar 2016 gehört sie der Schweizer A-Nationalmannschaft an. Am 9. März 2016 absolvierte sie im letzten Qualifikationsspiel gegen Norwegen ihr erstes Länderspiel und erzielte beim 2:1-Sieg gleich das erste Tor. Sie nahm an der Fussball-Europameisterschaft der Frauen 2022 in England teil. Sie wurde auch für die Weltmeisterschaft 2023 ins Kader berufen und kam in allen vier Spielen jeweils zu einem Teileinsatz. Die Schweiz schied im Achtelfinal aus. Auch bei der Europameisterschaft 2025 stand sie im Kader der Schweizerinnen, kam jedoch zu keinem Einsatz. Die Schweiz erreichte den Viertelfinal.

## Titel und Auszeichnungen
Titel
FC Zürich
- Schweizer Meister 2015, 2016, 2018, 2019
- Schweizer Cupsieger 2015, 2016, 2018, 2019

Servette FC Chênois Féminin
- Schweizer Meister 2024
- Schweizer Cupsieger 2023, 2024

Auszeichnungen
- Swiss All Star Team: 2015, 2016, 2017